# 大野雑草子
大野 雑草子（おおの ざっそうし、1932年6月13日 - ）は、俳人、陶芸評論家。
愛知県出身。本名・幸雄。筆名・秋山峻。南山大学社会学部卒。学生時代より俳句に親しみ、国松ゆたか・高浜年尾・稲畑汀子に師事し「ホトトギス」に所属。加藤唐九郎、十三代今泉今右衛門の知遇を得て日本陶芸史を研究した。芸術文化交流の会理事、西武文理大学客員教授などを歴任。

## 著書

### 単著
- 『花情 句集 手帖の余白』四季出版、1981年10月。
- 『陶芸の匠たち』牧羊社、1982年12月。
- 『化粧と素顔 大野雑草子対談集』ギャラリー四季、1987年1月。ISBN 978-4876210763。

### 編纂
- 『現代俳人百人百書』四季出版、1981年12月。
- 『食・味覚俳句を詠むために』博友社〈俳句用語用例小事典 1〉、1984年5月。ISBN 978-4826800693。
- 『住居の俳句を詠むために』博友社〈俳句用語用例小事典 2〉、1985年1月。ISBN 978-4826800747。
- 『ファッション俳句を詠むために』博友社〈俳句用語用例小事典 3〉、1985年9月。ISBN 978-4826800815。
- 『雨・雪・風を詠むために』博友社〈俳句用語用例小事典 4〉、1986年9月。ISBN 978-4826800877。
- 『俳句外来語事典 外来語俳句を詠みこなすために』博友社、1987年9月。ISBN 978-4826800945。
- 『海の俳句を詠むために』博友社〈俳句用語用例小事典 5〉、1989年3月。ISBN 978-4826800990。
- 『山の俳句を詠むために』博友社〈俳句用語用例小事典 6〉、1989年3月。ISBN 978-4826801058。
- 園部雨汀『俳句・魚の歳時記』大野雑草子編監修、博友社、1989年6月。ISBN 978-4826801072。
- 『新現代俳人百人百書』東京四季出版、1990年1月。ISBN 978-4876213443。
- 『動物の俳句を詠むために』博友社〈俳句用語用例小事典 7〉、1990年7月。ISBN 978-4826801195。
- 『現代俳句結社要覧』東京四季出版、1991年1月。ISBN 978-4876213757。
- 『現代俳句短冊全書』東京四季出版、1991年9月。ISBN 978-4876214792。
- 『神と仏を詠むために』博友社〈俳句用語用例小事典 8〉、1992年2月。ISBN 978-4826801348。
- 『平成俳人代表作全書』東京四季出版、1992年8月。ISBN 978-4876215355。
- 『芸術・文化を詠むために』博友社〈俳句用語用例小事典 9〉、1993年4月。ISBN 978-4826801423。
- 『花と草樹を詠むために』博友社〈俳句用語用例小事典 10〉、1994年8月。ISBN 978-4826801492。
- 『色と光の俳句を詠むために』博友社〈俳句用語用例小事典 別巻〉、1995年3月。ISBN 978-4826801546。
- 『音の俳句を詠むために』博友社〈俳句用語用例小事典 別巻2〉、1995年11月。ISBN 978-4826801607。
- 『味覚歳時記』博友社、1997年6月。ISBN 978-4826801676。
- 『海の歳時記』博友社、1998年7月。ISBN 978-4826801744。
- 『山の俳句歳時記』博友社、2000年8月。ISBN 978-4826801829。
- 『旅行・吟行俳句歳時記』博友社、2002年2月。ISBN 978-4826801850。
- 『花の俳句歳時記』博友社、2004年1月。ISBN 978-4826801942。
- 『動物の俳句歳時記』博友社、2005年1月。ISBN 978-4826801973。
- 『神と仏（祈り）の俳句歳時記』博友社、2006年7月。ISBN 978-4826801980。
- 『文学忌俳句歳時記』博友社、2007年9月。ISBN 978-4826802062。
- 『雪月花の俳句歳時記 付・月別俳句歳時記』博友社、2010年11月。ISBN 978-4826802154。

### 共編
- 大野雑草子、大滝貞一 編『愛の詩歌』集英社〈集英社文庫 コバルトシリーズ〉、1982年4月。